# Crime politique
 (juin 2023).
Il existe de nombreuses définitions du crime politique. Celle de Beirne et Messerschmidt semble faire consensus. Selon cette définition, le terme crime politique s’applique à la fois aux crimes contre l’État, c’est-à-dire des violations de lois ayant pour but de modifier un contexte social, ainsi qu’aux crimes commis par l’État, à la fois domestiques, soit des violations de lois et actes contraires à l’éthique commis par des agents et des organismes de l’État et se produisant à l’intérieur d’un pays particulier, et internationaux, se produisant en dehors du pays en question.
Les juristes distinguent les crimes politiques en examinant leur contexte, c'est-à-dire leurs motifs, leurs auteurs et leurs affiliations, leurs cibles, ainsi que leurs effets. Un crime politique contre l’État est commis avec une intention ou une motivation politique ou idéologique de nuire à l'État, tandis qu’un crime par l’État consiste en une action illégale perpétrée par un gouvernement dans le but de minimiser ou éliminer les menaces à son pouvoir.

## Définitions
La conceptualisation du crime politique porte à ambiguïté, car tous les experts n'en donnent pas une même définition. Ils ne s’entendent pas sur une définition claire et nette, c’est donc un concept flou. La complexité avec ce concept est qu’il peut y avoir plusieurs appellations différentes. On peut autant l’appeler un délit politique qu’une infraction politique ainsi qu’un crime politique. Ces trois termes veulent dire la même chose. Le crime politique a plusieurs sous-sections, elle peut autant toucher les coups d’État que les attentats et que les assassinats, ce terme est vaste et touche plusieurs autres concepts définis.
Malgré le fait que cette source date, elle est intéressante à analyser et sa définition semble la plus complète pour comprendre le concept du crime politique. Selon le sociologue Henri Lévy-Bruhl, ce concept est trop incertain pour y donner une définition claire, car le tout dépend de chaque État. Chaque État a sa propre façon de gouverner alors qu'il est logique de constater que la définition va changer d’un régime autoritaire à un régime démocratique. Cependant, il mentionne, dans une revue française de sociologie, que le terme « délit politique » n’est pas proprement donné, car il peut y avoir des délits qui sont d’ordres religieux, sociaux et/ou même philosophiques. Il propose donc un nouveau terme : un délit idéologique.
Selon la cour tribunal de Belgique, un délit politique est une infraction qui vise à corrompre le bien d’être des institutions d’un pays. Quand on parle d’institution d’un pays, on parle des parlements, des organisations gouvernementales, des assemblées générales, etc.
Selon Jean-Michel Blanquer, un haut fonctionnaire français, c’est la qualité du crime qui va déterminer s’il est de nature politique ou non. Il en donne quelques exemples dans une revue politique : les violences de la rue, la violence sociale avec les affrontements ou les revendications d’ordres sociaux, le crime organisé, la violence d’État, la violence ethnique et la terreur politique organisée.
Selon Thibault Moulin, un docteur en droit, le crime politique va s’appeler une infraction politique. Ce concept va être utilisé lorsqu’il y a une infraction dirigée contre un État ou un gouvernement. L’infraction politique va être différente de l’infraction individuelle, les conséquences ne sont pas les mêmes et les crimes non plus.

## Types de crimes politiques
On reconnaît huit crimes majeurs contre l’État, soit l’assassinat politique, l’espionnage, les émeutes, le sabotage, la sédition, la subversion, la trahison et le terrorisme. La notion de crime politique peut également faire référence au complot (ou conspiration), à la mutinerie ou à tout autre infraction commise envers un chef d’État.
Parmi les crimes politiques commis par l’État, on compte, entre autres, la corruption politique, la surveillance intérieure illégale, la violation des droits de l’homme, la violence d’État et les crimes d’entreprises d’État. Dans leur définition du crime politique, Marshall B. Clinard et Richard Quinney incluent la violence policière ou toute autre activité criminelle commise par des titulaires de charge publique. De façon similaire, la définition de crime politique proposée par Louis Proal comprend les activités criminelles commises dans un contexte politique, telles que le vol de fonds publics, la corruption d’agents de la paix ou encore l’abus de pouvoir par des fonctionnaires ou agents publics.

## Sanctions
Tout comme la conception du crime politique lui-même, les sanctions prévues à son égard varient en fonction du contexte historique et social. Toutefois, en règle générale, en matière correctionnelle, il n’existe pas de distinctions entre les peines pour crimes politiques et celles pour crimes de droit commun.

## Les différentes approches
L’approche objective va mettre de l’avant le résultat de l’infraction commise en ne prenant pas compte du mobile, des motivations initiales. Alors même si le but d’un individu n’était pas secoué le gouvernement, mais que ce fut le résultat obtenue, l’infraction politique peut être qualifiée selon l’approche objective.
L’approche subjective va mettre de l’avant de but de l’infraction le mobile. En effet, même si le résultat n’a pas affecté l’État, mais que c’était le but l’infraction politique peut être qualifiée selon l’approche subjective. Par exemple, les attentats terroristes du 11 septembre aux États-Unis peuvent être examinés comme étant un crime politique selon une approche subjective. Les motifs des attentats étaient de secouer le gouvernement américain, d’aller en son encontre. L’assassinat de John Fitzgerald Kennedy peut aussi être analysé sous l’approche subjective. Le but du meurtre était de tuer l’homme politique.